# Campeonato Mundial de Ciclismo BMX de 2012
El XVII Campeonato Mundial de Ciclismo BMX se celebró en Birmingham (Reino Unido) entre el 23 y el 27 de mayo de 2012 bajo la organización de la Unión Ciclista Internacional (UCI) y la Federación Británica de Ciclismo.
Las competiciones se realizaron en la pista de BMX construida temporalmente en la National Indoor Arena de la ciudad inglesa.

## Resultados

### Masculino
| Evento               | Oro                                 | Plata                            | Bronce                          |
| -------------------- | ----------------------------------- | -------------------------------- | ------------------------------- |
| Carrera (27.05)      | Sam Willoughby Australia 25,923     | Joris Daudet Francia 26,766      | Moana Moo-Caille Francia 27,471 |
| Contrarreloj (26.05) | Connor Fields Estados Unidos 25,806 | Liam Phillips Reino Unido 26,178 | Sylvain André Francia 26,261    |

### Femenino
| Evento               | Oro                                | Plata                            | Bronce                                       |
| -------------------- | ---------------------------------- | -------------------------------- | -------------------------------------------- |
| Carrera (27.05)      | Magalie Pottier Francia 29,646     | Eva Ailloud Francia 29,792       | Romana Labounková · República Checa · 30,442 |
| Contrarreloj (26.05) | Caroline Buchanan Australia 28,942 | Shanaze Reade Reino Unido 29,401 | Eva Ailloud Francia 29,699                   |

## Medallero
| Núm. | País            | Oro | Plata | Bronce | Total |
| ---- | --------------- | --- | ----- | ------ | ----- |
| 1    | Australia       | 2   | 0     | 0      | 2     |
| 2    | Francia         | 1   | 2     | 3      | 6     |
| 3    | Estados Unidos  | 1   | 0     | 0      | 1     |
| 4    | Reino Unido     | 0   | 2     | 0      | 2     |
| 5    | República Checa | 0   | 0     | 1      | 1     |
|      | TOTAL           | 4   | 4     | 4      | 12    |